# Список шкіл айкідо
Спи́сок шкіл айкідо́ містить перелік головних або старших, молодших та інших шкіл айкідо, які пов'язані з цим бойовим мистецтвом, або використовують у назві своєї школи чи організації слово «айкідо».

## Головні школи
Кожена з головних шкіл айкідо має свій штаб в Японії та філіали у країнах світу. Ці школи засновані прямими учнями о-сенсея Уесіби Моріхея.
- Айкікай — найбільша організація Федерації Айкікай. Ця школа керується нащадками Уесіби Моріхея. Сьогодні її очолює онук о-сенсея, Уесіба Морітеру (植芝 守央, 1951 —).

Найбільш ранні незалежні школи:
- Йосінкан Айкідо — заснована Сіода Ґозо у 1955 році. Йосінкан - жорсткий стиль айкідо, направлений на практичну ефективність і реальність застосування техніки.
- Йосейкан Айкідо — заснована Мотізукі Мінору у 1931 році.
- Сьодокан Айкідо — заснована Томікі Кендзі у 1967 році.

Ці школи з'явились до смерті Уесіби Моріхея і не несли в собі кардинальних змін, окрім Сьодокан Айкідо в якій з'явилися змагання, що суперечило духу айкідо о-сенсея.
- Ай Рю Айкідо - було сформовано в 1978 Майстром Ван Фу Бао (Китай).

- Сін Сін Тоіцу Айкідо (кі-айкідо) - організація, створена Тохеєм Коіті у 1974 році, після суперечки з сином о-сенсея, Уесіба Кіссьомару (植芝 吉祥丸, 1921—1999). Предметом суперечки була роль кі розвитку у процесі навчання айкідо. Сін Сін Тоіцу Айкідо означає стиль об'єднання душі і тіла, в якому велика увага надається освоєнню КІ, одного з головних понять мистецтва айкідо. Коічі Тохей вважає, що без правильного розуміння КІ неможливе виконання істинної техніки айкідо.

- Івама Рю — остання головна школа, що була заснована після переїзду Уесіби в Іваму. Методологію цього стилю розробив багатолітній учень о-сенсея Сайто Моріхіро. В 90-х роках школа вийшла зі складу Айкікай, і мала свою власну систему атестації. Призначивши Ульфа Евенаса Шиханом, Моріхіро Сайто просив його об'єднатися з Айкікай. Після смерті Моріхіро Сайто (2002 р.) у 2004 році, ця школа стала частиною Айкікай під назвою «Такемусу Айкі», а вже пізніше розділився на дві групи: одна з яких залишилась в Айкікай, а інша виділилась у 2004 році у незалежну організацію Івама Сінсін Айкі Сюренкай (神信合気修練会) на чолі з сином Сайто сенсея, Сайто Хітохіро (斎藤 仁弘, 1957 —).

## Молодші школи
- Сін'еі Тайдо (親英体道) — школа, близько пов'язана з айкідо, заснована у 1956 році Іноуе Норіакі (井上 鑑昭, 1902—1994), племінником і давнім учнем Уесіби Моріхея.
- Тендо-рю Айкідо (天道流合気道) — заснована Сімідзу Кендзі (清水 健二, народився 1940) у 1982 році. Початково з 1969 року називалась «Сімідзу додзьо». У 1975 році перейменоване в Тендокан (天道館).
- Міжнародний Кокікаі Айкідо — заснована у 1986 Маруяма Сюдзі (1940 —).
- Ніппон-кан (日本館) — велика айкідо школа у Денвері, штат Колорадо, США, заснована у 1978 році Хомма Манабу (本間 学, 1950 —).
- Міжнародна асоціація Фугакукаі — заснована у 1982, походить зі стилю Сьодокан, відкинувши елементи змагань.
- Сінбудокай (真武道会) — заснована у 1989 році Імаізумі Сідзуо (今泉 鎮雄, 1938 —), колишнім студентом Коіті Тохея.
- Сейдокан; — заснована у 1989 Кобаясі Родеріком (1932—1995).
- Йосьокай — заснована у 1991 Кусіда Такасі (串田 誉司, 1935 —), колишнім старшим інструктором Йосінкан айкідо.
- Академія Такемусу Айкі або Академія розвитку Такемусу Айкі — заснована у 1992 році Томіта Такехару(富田 武治, 1942 —).
- Міжнародний Юшішінкаі Айкідо — заснована у 1996 Маруяма Коретосі (1936 —).
- Айкі Мансеідо (合氣万生道) — заснована у 1999 Сунадомарі Кансю (砂泊扶 カン秀, 1923 —).
- Юфукан (Нісіо Будо) — заснована провідними учнями Сьодзі Нісіо (1927 — 2005) після його смерті у 2005 році.

## Інші школи
Походження вищезгаданих стилів може бути відстежено через старших студентів Уесіби Моріхея.
Існує такох ще дві бойові школи, які використовують назву айкідо, але не мають прямого зв'язку з о-сенсеєм. Це школа Коріндо Айкідо, заснована Хіраі Мінору (平井 稔, 1903—1998) і Ніхон Ґосін Айкідо (日本護身合気道), заснована Сьодо Моріта.